# Ashnikko
Ashton Nicole Casey (ur. 19 lutego 1996 roku), znana jako Ashnikko (/ˈæʃnɪkoʊ/) – amerykańska piosenkarka, raperka, autorka tekstów, producentka muzyczna oraz modelka.

## Dyskografia

### Mixtape'y
| Tytuł     | Dane dot. albumu                                                                                     | Najwyższe pozycje na listach | Najwyższe pozycje na listach | Najwyższe pozycje na listach | Najwyższe pozycje na listach | Najwyższe pozycje na listach | Najwyższe pozycje na listach | Najwyższe pozycje na listach |
| Tytuł     | Dane dot. albumu                                                                                     | US                           | US Heat.                     | AUS                          | CAN                          | IRE                          | SCO                          | UK                           |
| --------- | --- | ---------------------------- | ---------------------------- | ---------------------------- | ---------------------------- | ---------------------------- | ---------------------------- | ---------------------------- |
| Demidevil | - Wydany: 15 stycznia 2021 - Wytwórnia: Parlophone, WMG - Format: CD, LP, CC, DL, streaming, box set | 107                          | 1                            | 46                           | 89                           | 69                           | 9                            | 19                           |

### Minialbumy
| Tytuł                          | Dane dot. albumu                                                                                   |
| ------------------------------ | -------------------------------------------------------------------------------------------------- |
| Sass Pancakes (oraz Raf Riley) | - Wydany: 17 marca 2017 - Wytwórnia: Digital Picnic, WMG - Format: Digital download, streaming     |
| Unlikeable                     | - Wydany: 23 listopada 2018 - Wytwórnia: Digital Picnic, WMG - Format: Digital download, streaming |
| Hi, It's Me                    | - Wydany: 12 lipca 2019 - Wytwórnia: Digital Picnic, WMG - Format: LP, digital download, streaming |

### Albumy
| Tytuł      | Dane dot. albumu                                                                                              |
| ---------- | --- |
| Weedkiller | - Wydany: 25 sierpnia 2023 - Wytwórnia: Parlophone, WMG - Format: Digital download, streaming, LP, CD, kaseta |

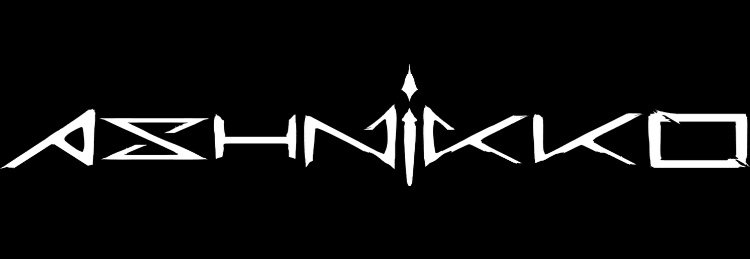
Logotyp

### Single

#### Jako główna artystka
| Rok | Tytuł                                       | Najwyższe pozycje na listach | Najwyższe pozycje na listach | Najwyższe pozycje na listach | Najwyższe pozycje na listach | Najwyższe pozycje na listach | Najwyższe pozycje na listach | Najwyższe pozycje na listach | Najwyższe pozycje na listach | Najwyższe pozycje na listach | Certyfikaty                                                                      | Album       |
| Rok | Tytuł                                       | US Bub.                      | BEL (FL) Tip                 | CAN                          | IRE                          | NZ Hot                       | PT                           | SCO                          | UK                           | Global                       | Certyfikaty                                                                      | Album       |
| --- | ------------------------------------------- | ---------------------------- | ---------------------------- | ---------------------------- | ---------------------------- | ---------------------------- | ---------------------------- | ---------------------------- | ---------------------------- | ---------------------------- | -------------------------------------------------------------------------------- | ----------- |
| 2018 | „Blow”                                      | –                            | –                            | –                            | –                            | –                            | –                            | –                            | –                            | *                            |                                                                                  | Unlikeable  |
| 2018 | „Nice Girl”                                 | –                            | –                            | –                            | –                            | –                            | –                            | –                            | –                            | *                            |                                                                                  | Unlikeable  |
| 2018 | „Invitation” (gościnnie: Kodie Shane)       | –                            | –                            | –                            | –                            | –                            | –                            | –                            | –                            | *                            |                                                                                  | Unlikeable  |
| 2018 | „No Brainer”                                | –                            | –                            | –                            | –                            | –                            | –                            | –                            | –                            | *                            |                                                                                  | Unlikeable  |
| 2019 | „Hi, It's Me”                               | –                            | –                            | –                            | –                            | –                            | –                            | –                            | –                            | *                            |                                                                                  | Hi, It's Me |
| 2019 | „Stupid” (gościnnie: Yung Baby Tate)        | 1                            | –                            | 63                           | 93                           | 29                           | –                            | –                            | –                            | *                            | - USA: złota płyta - CAN: złota płyta - POL: złota płyta                         | Hi, It's Me |
| 2019 | „Working Bitch”                             | –                            | –                            | 99                           | –                            | –                            | –                            | –                            | –                            | *                            |                                                                                  | Hi, It's Me |
| 2020 | „Tantrum”                                   | –                            | –                            | –                            | –                            | –                            | –                            | –                            | –                            | *                            |                                                                                  |             |
| 2020 | „Cry” (gościnnie: Grimes)                   | –                            | –                            | –                            | –                            | 37                           | –                            | –                            | –                            | *                            |                                                                                  | Demidevil   |
| 2020 | „Daisy”                                     | 3                            | 16                           | 74                           | 40                           | 14                           | 100                          | 44                           | 24                           | 69                           | - USA: złota płyta - CAN: złota płyta - UK: srebrna płyta - POL: platynowa płyta | Demidevil   |
| 2021 | „Deal with It” (gościnnie: Kelis)           | –                            | –                            | –                            | –                            | 9                            | –                            | –                            | 84                           | –                            |                                                                                  | Demidevil   |
| 2022 | „Slumber Party” (gościnnie: Princess Nokia) |                              |                              |                              |                              |                              |                              |                              |                              |                              | - POL: złota płyta                                                               | Demidevil   |
| „–” oznacza, że singel nie był notowany na danej liście. „*” oznacza, że lista nie istniała w danym czasie. |                                             |                              |                              |                              |                              |                              |                              |                              |                              |                              |                                                                                  |             |

#### Jako artystka gościnna
| Tytuł                                             | Rok  | Album     |
| ------------------------------------------------- | ---- | --------- |
| „Mosquito” (Sente gościnnie: Ashnikko)            | 2016 | —         |
| „Not That Girl” (Girli gościnnie: Ashnikko)       | 2017 | —         |
| „Pancake” (Jaded gościnnie: Ashnikko)             | 2018 | —         |
| „Break My Back” (oraz Jarreau Vandal)             | 2018 | Anthology |
| „Confidence” (Oscar Scheller gościnnie: Ashnikko) | 2019 | HTTP404   |

### Single promocyjne
| Tytuł                           | Rok  | Album       |
| ------------------------------- | ---- | ----------- |
| „Halloweenie”                   | 2018 | —           |
| „Special”                       | 2019 | Hi, It's Me |
| „Halloweenie II: Pumpkin Spice” | 2019 | Hi, It's Me |
| „Halloweenie III: Seven Days”   | 2020 | —           |

### Inne notowane utwory
| Tytuł                                       | Rok  | Najwyższe pozycje na listach | Najwyższe pozycje na listach | Najwyższe pozycje na listach | Album     |
| Tytuł                                       | Rok  | IRE                          | NZ Hot                       | UK                           | Album     |
| ------------------------------------------- | ---- | ---------------------------- | ---------------------------- | ---------------------------- | --------- |
| „Slumber Party” (gościnnie: Princess Nokia) | 2021 | 78                           | 30                           | 89                           | Demidevil |

### Występy gościnne
| Tytuł        | Rok  | Pozostali artyści           | Album                                 |
| ------------ | ---- | --------------------------- | ------------------------------------- |
| „Kiss Kat”   | 2014 | Nightwave                   | Nightlife                             |
| „Ballistic”  | 2017 | Nonsens & Trekkie Trax Crew | Good Enuff X Trekkie Trax Compilation |
| „Fever”      | 2018 | Yurrit, Terrell Morris      | Life Experience, Pt. 1                |
| „R.I.P.”     | 2019 | Brooke Candy                | Sexorcism                             |
| „Boss Bitch” | 2019 | Brooke Candy                | Sexorcism                             |

### Teledyski
| Tytuł                                       | Rok  | Reżyser                 | Przyp. |
| ------------------------------------------- | ---- | ----------------------- | ------ |
| „Blow”                                      | 2018 | Can Evgin               | [ 26 ] |
| „Nice Girl”                                 | 2018 | Ashnikko, Tia4u         | [ 27 ] |
| „Invitation” (gościnnie: Kodie Shane)       | 2018 | Venus Libido            | [ 28 ] |
| „Halloweenie”                               | 2018 | Henry Dean              | [ 29 ] |
| „No Brainer”                                | 2018 | Henry Dean              | [ 30 ] |
| „Special”                                   | 2019 | Joseph Delaney          | [ 31 ] |
| „Hi, It's Me”                               | 2019 | Lucrecia Taormina       | [ 32 ] |
| „Stupid” (oraz Yung Baby Tate)              | 2019 | Lucrecia Taormina       | [ 33 ] |
| „Halloweenie II: Pumpkin Spice”             | 2019 | Henry Dean              | [ 34 ] |
| „Working Bitch”                             | 2019 | Jocelyn Anquetil        | [ 35 ] |
| „Tantrum”                                   | 2020 | Jocelyn Anquetil        | [ 36 ] |
| „Cry” (gościnnie: Grimes)                   | 2020 | Mike Anderson           | [ 37 ] |
| „Daisy”                                     | 2020 | Charlotte Rutherford    | [ 38 ] |
| „Halloweenie III: Seven Days”               | 2020 | Vasso Vu                | [ 39 ] |
| „Daisy 2.0” (gościnnie: Hatsune Miku)       | 2020 | Charlotte Rutherford    | [ 40 ] |
| „Deal with It” (gościnnie: Kelis)           | 2021 | Charlotte Rutherford    | [ 41 ] |
| „Drunk With My Friends”                     | 2021 | Claire Arnold           | [ 42 ] |
| „Slumber Party” (gościnnie: Princess Nokia) | 2021 | Charlotte Rutherford    | [ 43 ] |
| „Panick Attacks In Paradise”                | 2021 | Claire Arnold           | [ 44 ] |
| "You Make Me Sick!"                         | 2023 | Saam Farahmand          | [ 45 ] |
| "Worms"                                     | 2023 | Raman Djafari           | [ 46 ] |
| "WEEDKILLER"                                | 2023 | Ahmed Furmaan, Vasso Vu | [ 47 ] |
| "Possession of a Weapon"                    | 2023 | Ahmed Furmaan, Vasso Vu | [ 48 ] |
| "Cheerleader"                               | 2023 | Joanna Nordahl          | [ 49 ] |